# سيسيرو (نيويورك)
سيسيرو (بالإنجليزية: Cicero, New York)‏ هي معلم جغرافي تقع في الولايات المتحدة في مقاطعة أونونداغا، نيويورك. يقدر عدد سكانها بـ 31,632 نسمة ومساحتها 125.6 كم2 وترتفع عن سطح البحر 126 متر.

## أعلام
- ماتيلدا جوسلين غايج
- تشارلز إي. داير